# Rivière Denain
Pour les articles homonymes, voir Denain (homonymie).
La rivière Denain est un affluent de la rivière Chochocouane, coulant dans Senneterre (ville) et dans le territoire non organisé du Réservoir-Dozois, dans la municipalité régionale de comté (MRC) de La Vallée-de-l'Or, dans la région administrative de l’Abitibi-Témiscamingue, au Québec, au Canada.
Le cours de la rivière Denain traverse successivement les cantons de Denain et de Champrodon. Son cours se dirige vers le sud pour entrer dans la partie nord de la réserve faunique La Vérendrye.
La rivière Denain coule entièrement en territoire forestier. La principale activité économique de ce bassin versant est la foresterie. La surface de la rivière est habituellement gelée du début de décembre à la fin-avril.

## Géographie

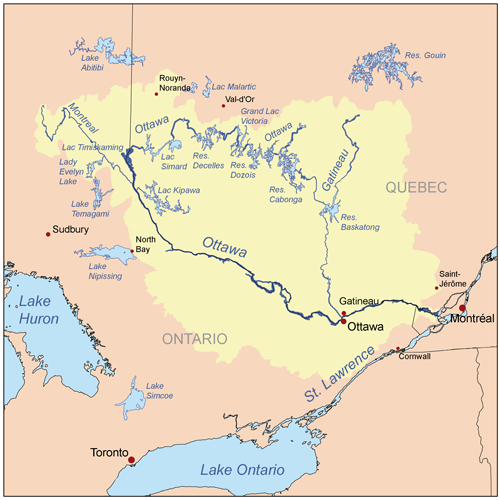
Bassin versant de la rivière des Outaouais.

La rivière Denain prend sa source à l’embouchure du lac Ypres (altitude : 423 m). La superficie du lac Ypres s’étend dans les cantons de Haig, d’Ypres et de Denain.
L’embouchure du lac Ypres est située au nord de la confluence de la rivière Denain, au nord de la confluence de la rivière Chochocouane, à l'est du lac Matchi-Manitou, au nord-ouest du réservoir Cabonga, au sud-est du centre-ville de Senneterre.
Les bassins versants voisins sont :
- côté nord : rivière Marquis, rivière Assup ;
- côté est : rivière Yser, rivière Chochocouane, rivière Capitachouane, lac Yser, ruisseau Kitchener ;
- côté sud : réservoir Dozois, rivière Chochocouane ;
- côté ouest : lac Matchi-Manitou, rivière Shamus, ruisseau Rochester, rivière Canimiti.

À partir du lac Ypres, la rivière Denain coule sur environ 32 km selon les segments suivants :
Cours supérieur de la rivière
- vers le sud en traversant un petit lac jusqu'à l’embouchure du lac Denain (altitude : 382 m) que le courant traverse  dans la partie nord-est du lac ;
- vers le sud, jusqu'à l’embouchure du lac Caoui (altitude : 381 m) que le courant traverse ;
- vers le sud, jusqu'à l’embouchure du lac Barthou (altitude : 375 m) que le courant traverse ;
- vers le sud, jusqu'à l’embouchure du lac Carré (altitude : 374 m) que le courant traverse sur sa pleine longueur ;

Cours inférieur de la rivière
- vers le sud en traversant le lac Senet (altitude : 374 m) sur sa pleine longueur jusqu’à son embouchure ;
- vers le sud, jusqu’à la décharge (venant de l’est) du lac Nitrate ;
- en serpentant vers le sud, jusqu’à la décharge (venant de l'ouest) d’un ensemble de lacs dont Épau, Fléole, Mélar ;
- vers le sud en recueillant les eaux du lac Flein, jusqu’à la décharge (venant du nord-est) des lacs Valat et Nolats ;
- vers le sud, jusqu’à la décharge (venant du sud) du lac Nostoc ;
- vers l’est, jusqu’à la confluence de la rivière[2].

La rivière Denain se décharge dans le canton de Champrodon sur la rive ouest de la rivière Chochocouane, dans le territoire non organisé de Réservoir-Dozois.

## Toponymie
Plusieurs toponymes de ce secteur évoque des villes de France qui ont été le théâtre de batailles lors de la Première Guerre mondiale.
Le toponyme rivière Denain évoque la petite ville française de Denain, située sur l'Escaut, près de la frontière de la Belgique, à 45 km au sud-est de Lille. Des troupes canadiennes y ont subi l'assaut de l’armée allemande ; l’armée canadienne les repoussèrent jusque dans leurs derniers retranchements le 2 octobre 1918. Le 13 mars 1924, la Commission de géographie, l'actuelle Commission de toponymie du Québec a adopté le toponyme actuel de cette rivière.
Le toponyme rivière Denain a été officialisé le 5 décembre 1968 à la Commission de toponymie du Québec.